# Chéticamp River
Chéticamp River – rzeka (river) w kanadyjskiej prowincji Nowa Szkocja, w hrabstwach Inverness i Victoria, płynąca w kierunku zachodnim i uchodząca do Zatoki Świętego Wawrzyńca; nazwa urzędowo zatwierdzona 5 listopada 1953.